# Yonsan
Yonsan (Hán Việt: Diên Sơn) là một huyện thuộc tỉnh Hwanghae Bắc tại Cộng hòa Dân chủ Nhân dân Triều Tiên. Huyện giáp với Sinpyong ở phía đông, giáp với Suan ở phía nam, giáp với Yontan ở một đoạn rất nhỏ ở góc tây nam, giáp với Sangwon ở phía tây, giáp với huyện Kangdong của Bình Nhưỡng và huyện Hoechang của tỉnh Pyongan Nam ở phía bắc. Năm 2008, dân số của huyện Tosan là 66.568 người (31.543 nam và 35.025 nữ), trong đó dân số đô thị là 32.976 người (49,5%), dân số nông thôn là 33.592 người (50,5%).